# Tōkyō-tosei
Das Tōkyō-tosei (jap. 東京都制, kurz Tosei) war die rechtliche Grundlage für die Verwaltung der japanischen Präfektur Tokio zwischen 1943 und 1947 und hat bis heute Nachwirkungen auf die dortige Verwaltungsstruktur. Manchmal bezeichnet man damit generell die Verwaltungsstruktur der Präfektur Tokio seit 1943. Tōkyō-tosei lässt sich als „System“ oder „Ordnung der Präfektur Tokio“ übersetzen, wobei sich „Präfektur“ spezifisch auf den Präfekturtyp to bezieht, wie er bisher nur in Tokio existiert.
Mit der Einführung des Tosei wurden die alte Präfektur Tokio (Tōkyō-fu) und die Stadt Tokio (Tōkyō-shi) aufgelöst und durch die neue Präfektur Tokio (Tōkyō-to) ersetzt. Die Verwaltungen gingen in einer neuen Präfekturverwaltung auf, die weiterhin die Präfekturaufgaben für die übrigen Gemeinden der Präfektur übernimmt, in Tokio aber direkt den Stadtbezirken übergeordnet ist und auch kommunale Aufgaben übernimmt. Außerdem ging damit die Leitung der Verwaltung von dem indirekt gewählten Bürgermeister der Stadt Tokio auf den von der Zentralregierung bestellten Gouverneur der Präfektur Tokio (bisher: Tōkyō-fu-chiji, nun Tōkyō-to-chōkan) über. Der Stadtrat wurde abgeschafft.
Während das 1943 tatsächlich eingeführte Tosei Teil der Zentralisierung von Macht durch die autoritäre Regierung (Kabinett Tōjō) im Pazifikkrieg war, hatte es Pläne für ein tosei, also eine grundlegende Neuordnung der Verwaltung der Hauptstadt und die Zusammenlegung von Präfektur- und Stadtverwaltung, bereits vorher gegeben. Der Stadtrat von Tokio hatte schon 1929 einen Ausschuss zur Umsetzung eines Tosei (都制に関する実行委員会, Tosei ni kan suru jikkō iinkai) eingerichtet. Aus diesem Ausschuss gingen die Pläne für die 1932 durchgeführte Erweiterung des Stadtgebiets von Tokio („Groß-Tokio“) hervor. Ein früher, gescheiterter Gesetzentwurf aus dem Jahr 1895 hatte die Umwandlung der (damals noch aus 15 Bezirken bestehenden) Stadt Tokio in eine Präfektur (to) Tokio und die Abtrennung der übrigen Gebiete der bisherigen Präfektur Tokio – das heutige Tama-Gebiet sowie später eingemeindete Vororte von Tokio – als eigene Präfektur vorgesehen. Die Stadt Tokio hatte ebenso wie Kyōto und Ōsaka erst 1898 die gleichen Selbstverwaltungsrechte wie andere Städte im Land erhalten und wehrte sich gegen Versuche der Zentralregierung, Sonderregelungen für Tokio zu erlassen. Später blockierte wiederum das Kizokuin, das Oberhaus des Reichstags, mehrfach Gesetzentwürfe, die den Großstädten mehr Kompetenzen gegenüber den Präfekturen eingeräumt hätten. Erst 1922 wurden die Eingriffsmöglichkeiten des Innenministers und der Gouverneure in die Selbstverwaltung der sechs größten Städte reduziert. Besonders nach dem Einmarsch in der Mandschurei 1931 verschärfte sich der innenpolitische Druck wieder. Ein 1937 eingebrachter Gesetzentwurf über ein Tōkyō-tosei, das die lokale Verwaltung der Stadt Tokio unter Kontrolle der Zentralregierung gebracht hätte, scheiterte noch am Widerstand der Großstädte.
In der Besatzungszeit wurde das Tosei 1946 reformiert und 1947 abgeschafft und durch die Vorschriften des chihō-jichi-hō, des „Gesetzes über lokale Selbstverwaltung“, ersetzt, in dem die in Kapitel 8 der Verfassung garantierte Selbstverwaltung der Gebietskörperschaften ausgeführt ist. Damit wurde die Präfekturverwaltung demokratisiert. Allerdings blieb die Präfektur Tokio die Tōkyō-to: Die Stadt Tokio wurde nicht wieder hergestellt; stattdessen erhielten die Bezirke Tokios als tokubetsu-ku („Sonderbezirke“) vergleichbare Selbstverwaltungsrechte wie die übrigen Gemeinden im Land, wurden aber später zunächst nicht als solche anerkannt. Nach dem Ende der Besatzungszeit wurden den Bezirken einige der neuen Rechte, darunter die direkt gewählten Bürgermeister, für Jahrzehnte wieder entzogen, ähnlich wie im ursprünglichen Tosei waren sie der Präfekturverwaltung unterstellt. In mehreren Schritten wurde die Verwaltung seitdem reformiert, und seit dem Jahr 2000 gelten die Bezirke Tokios auch formal als Gemeinden, die Präfektur Tokio hat in Tokio aber weiterhin einige kommunale Aufgaben und behält einige kommunale Steuern. Auch hat die Zentralregierung bei der Ernennung des Leiters der Präfekturpolizei eine Eingriffsmöglichkeit in die Selbstverwaltung der Präfektur Tokio.